# Stari Martinac
Stari Martinac (cyr. Стари Мартинац) – wieś w Bośni i Hercegowinie, w Republice Serbskiej, w gminie Srbac. W 2013 roku liczyła 323 mieszkańców.